# Acanthocreagris gallica
Acanthocreagris gallica är en spindeldjursart som först beskrevs av Beier 1965.  Acanthocreagris gallica ingår i släktet Acanthocreagris och familjen helplåtklokrypare. Inga underarter finns listade i Catalogue of Life.